# Resurrecció de Jesús
La resurrecció de Jesús és el punt central de la fe cristiana segons el qual Jesús de Natzaret va retornar a la vida corporal el tercer dia després de la seva mort per crucifixió, redimint d'aquesta manera els pecats del món i demostrant que l'home té accés a la 'vida eterna'.
Segons el Nou Testament, Jesús va ser enterrat en una tomba nova però va ressuscitar i durant quaranta dies va aparèixer davant diverses persones abans de la seva 'ascensió' definitiva al cel. Els cristians celebren la resurrecció de Jesús el diumenge de Pasqua, el tercer dia després de divendres Sant, que és quan es commemora la seva crucifixió.
A diversos episodis dels Evangelis Canònics Jesús prediu la seva mort i resurrecció, i assegura que tot això es basa en un pla establert per Déu Pare, considerat pels cristians com a part del pla de salvació i redempció de la humanitat.
Els estudiosos discuteixen sobre l'origen de les narracions de la resurrecció. Alguns investigadors contemporanis consideren que la informació sobre la resurrecció de Jesús s'han derivat de les experiències dels seguidors de Jesús i de l'Apòstol Pau.

## Esdeveniments al Nou Testament
Al Nou Testament hi ha tres grups d'esdeveniments que envolten la mort i resurrecció de Jesús: la crucifixió i enterrament, on Jesús és posat en una tomba nova després de la seva mort, la descoberta de la tomba buida i les aparicions de Jesús ressuscitat. El Nou Testament no inclou cap descripció del "moment de la resurrecció" i a l'Església oriental les icones no descriuen aquell moment, sinó l'espectacle el Myrrhbearers, i no descriuen escenes de salvació.

### Enterrament
Els quatre evangelis canònics manifesten que, el vespre de la crucifixió, Josep d'Arimatea demanà el cos de Jesús a Pilat, i que, després que Pilat concedís la seva petició, el va baixar de la Creu, embolcallà el cos de Jesús en una roba de fil i el va dipositar en una tomba. Així podria complir amb la Mitsvà, que manifestava que no s'havia de permetre que una persona penjada en un arbre romangués allà de nit, sinó que hauria de ser enterrada abans de l'ocàs.

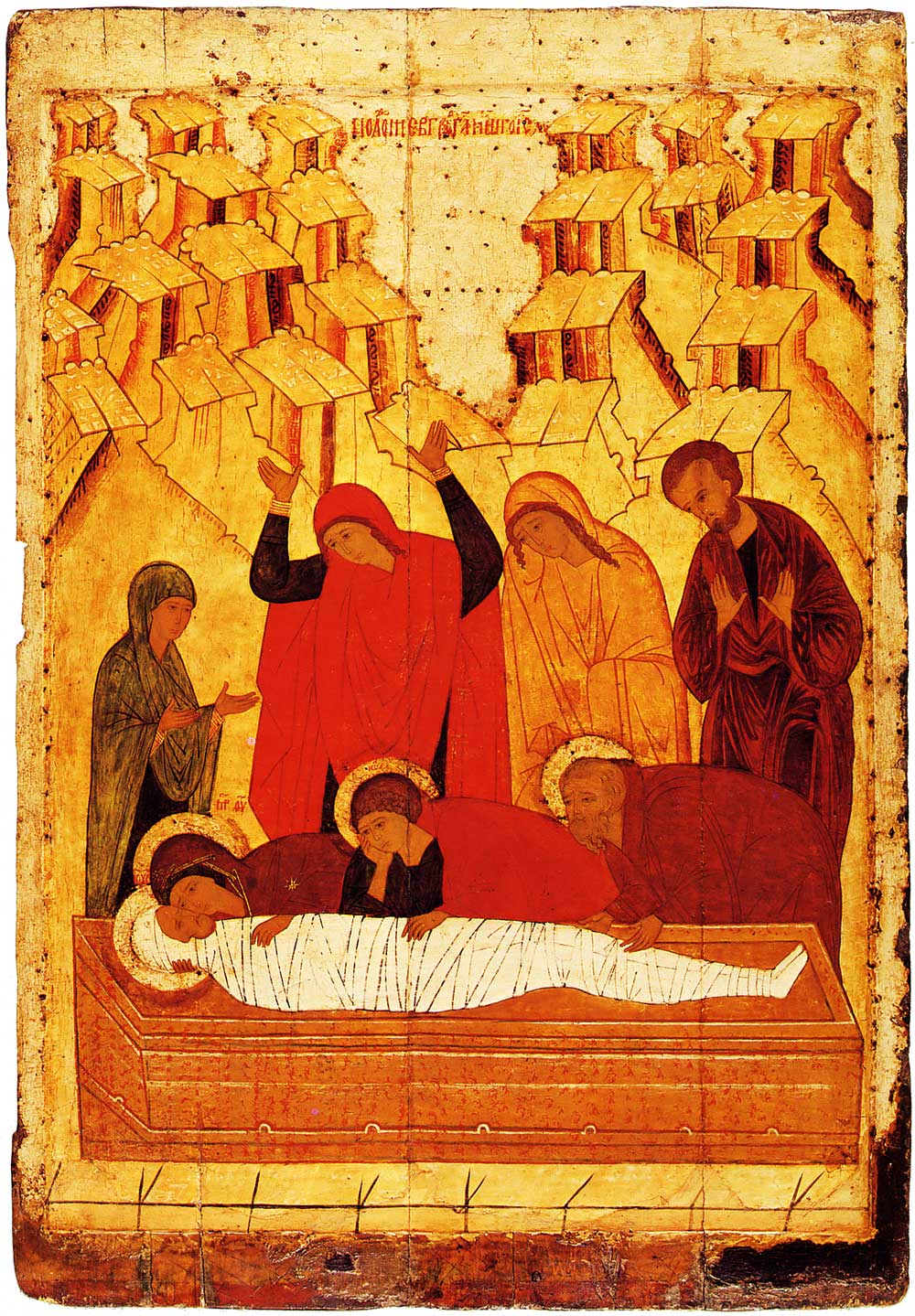
Lamentació a la tomba, segle XV

A Mateu, Josep apareix identificat com "també deixeble de Jesús"; a Marc se l'identificava com "un membre respectat del consell Sanedrí que també esperava el Regne de Déu; a Lluc apareix com "membre del consell, bo i recte, que no consentia el seu propòsit o acció, i que estava buscant el Regne de Déu i a Joan se l'identificava com a "deixeble de Jesús".
L'Evangeli segons Marc manifesta que quan Josep va demanar el cos de Jesús, Pilat estava impressionat per la mort de Jesús i va enviar un centurió per confirmar-ho abans de lliurar el cos a Josep. Joan enregistra que Josep va estar ajudat durant l'enterrament per sant Nicodem, qui va portar una mescla de mirra i àloes i va aplicar aquestes espècies a la roba d'enterrament segons el costum jueu.
Algunes cites bíbliques del Nou Testament recullen la mort i resurrecció de Crist al tercer dia:
L'apòstol sant Pere va fer un sermó cinquanta dies després de la resurrecció en la qual manifestava: "Germans, permeteu que us parli clarament. El patriarca David va morir i va ser enterrat, i encara avui podem veure el seu sepulcre. Però ell, que era profeta i coneixia el jurament que Déu li havia fet de posar en el seu tron un dels seus descendents, va veure per endavant la resurrecció de Crist i en va parlar quan deia que no havia estat abandonat enmig dels morts i que el seu cos no s'havia corromput." ［Acts 2:29-31］
Tal com figura al Llibre de la Revelació: "En veure'l vaig caure als seus peus com mort, però ell va posar sobre meu la mà dreta i em digué: 'No tinguis por. Jo sóc el primer i el darrer. Sóc el qui viu: era mort, però ara viuré pels segles dels segles i tinc les claus de la mort i del seu reialme."［Rev 1:17-18］
La Primera Epístola de Pere també descriu a Jesús com a predicador als "esperits empresonats que l'havien desobeït" : "És millor, si és la voluntat de Déu, patir per fer el bé que per fer el mal. Perquè Crist va morir un cop pels pecats de tots. Ell, el just, va patir pels injustos, per conduir-vos a Déu. Va ser mort el seu cos però era viu l'Esperit. Llavors anà a dur la seva proclama als esperits empresonats."［1aPere 3:18-20］
Aquest passatge, junt amb la frase d'Acts 2:31 en què Déu no lliurà la seva ànima als inferns, és la base teològica darrere la declaració "i baixà als inferns" del Credo dels Apòstols.

### Descoberta de Tomba

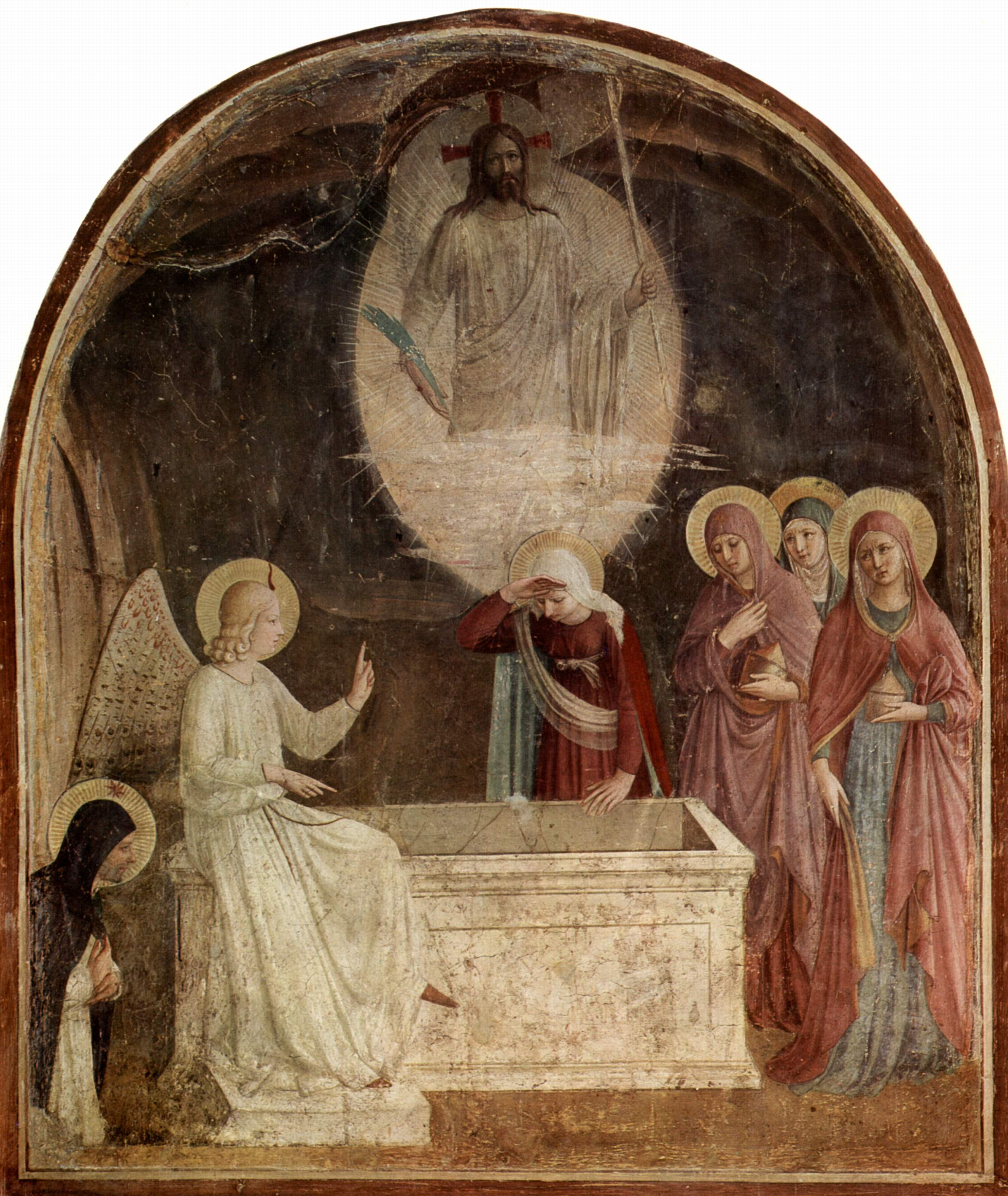
Dones a la tomba buida, per Fra Angelico, 1437-1446

Encara que cap evangeli no dona un narració completa o definitiva de la resurrecció de Jesús o les seves aparicions, hi ha quatre punts on els quatre evangelis coincideixen :
1. La relació de la tradició de la tomba buida i la visita de les dones "el primer dia de la setmana";
2. Que Jesús ressuscitat s'aparegués primer de tot a unes dones (o una dona) encarregant-li que proclamés aquest fet important entre els deixebles, incloent-hi Pere i els altres apòstols;
3. La importància de Maria Magdalena;
4. L'atenció a la pedra que havia tancat la tomba.[7][11] Hi ha petites variacions en l'hora en què les dones visitaven la tomba, el nombre i identitat de les dones; el propòsit de la seva visita; l'aparició del missatger (angelic o humà); el seu missatge a les dones; i la resposta d'elles.[7]

Els quatre evangelis descriuen que les dones varen ser les primeres a trobar buida la tomba de Jesús, encara que el nombre varia d'una (Maria Magdalena) a un nombre sense especificar. Segons Marc i Lluc, l'anunci de la resurrecció de Jesús va ser comunicat primer a les dones. Segons Mateu i Joan, Jesús es va aparèixer primer a les dones (només a Maria Magdalena segon Joan).
Als Evangelis, especialment els Evangelis sinòptics, les dones tenen un paper central com testimoni ocular en la mort de Jesús, l'enterrament i la descoberta de la tomba buida. Tots tres sinòptics situen les dones com subjecte de les observacions, presentant-les clarament com testimonis oculars.

### Aparicions de Jesús ressuscitat
Després de la descoberta de la tomba buida, els Evangelis indiquen que Jesús va fer una sèrie d'aparicions als deixebles. S'inclouen l'aparició als deixebles al cenacle, on Tomàs no s'ho va creure fins que va posar el seu dit als forats de les mans i al costat de Jesús;［Joan 20:24–29］ l'aparició del camí d'Emaús;［Lluc 24:13–32］ i al costat del Llac de Tiberíades per animar Sant Pere a servir els seus seguidors. ［Jn 21:1–23］ La seva darrera aparició va ser quaranta dies després de la seva resurrecció quan va ascendir al cel［Lluc 24:44–49］ on roman amb Déu Pare. Poc després, al camí de Damasc, Pau de Tars es convertiria al cristianisme influït per una visió de Jesús esdevenint un dels primers missioners i teòleg del cristianisme.［1Cor 15:6］

## Tradició cristiana

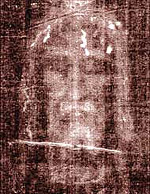
Negatiu de la imatge del Sant sudari de Toríde Secondo Pia de 1898, té l'aparença suggestiva de la imatge positiva. És part de la devoció de la sagrada imatge de Jesús

La resurrecció de Jesús ha estat, durant molt de temps, peça central de la fe cristiana i apareix dins de diversos elements de la tradició cristiana, des de festes fins a manifestacions artístiques fins a relíquies religioses. a l'ensenyament cristià, els sagraments obtenen de la passió i resurrecció de Crist el seu poder salvador, del qual en depèn la salvació del món sencer.
Un exemple de la relació entre els ensenyaments sobre la resurrecció amb relíquies cristianes és l'aplicació del concepte de "formació d'imatge miraculosa" en el moment de la resurrecció al Sant sudari. Els autors cristians han manifestat la creença que el cos que l'amortalla embolicava no era merament humà, sinó diví, i per això la imatge a l'amortalla es produeix miraculosament ale moment de la resurrecció. La declaració de Pau VI que l'amortalla és "el meravellós document de la Seva Passió, Mort i Resurrecció, escrit per a nosaltres en un missatge de sang" que l'autor Antonio Cassanelli discuteix que l'amortalla sigui un registre diví deliberat de les cinc etapes de la Passió de Crist, creat al moment de la resurrecció.

### Pasqua
Pasqua, la festa preeminent que celebra la resurrecció de Jesús, és clarament el primer festival cristià. Des dels primers temps cristians, s'ha centrat en l'acte de la redempció de Déu en la mort i resurrecció de Crist.
La Pasqua està connectada amb la Pasqua jueva i l'èxode d'Egipte descrits a l'Antic Testament a través del Sant Sopar i la crucifixió que van precedir la resurrecció. Segons el Nou Testament, Jesús donava un nou significat a l'àpat pasqual, mentre es preparava ell mateix per a la seva mort al cenàcle durant l'Últim Sopar. Va identificar el pa i el vi com els símbols del seu cos que havia de ser sacrificat i de la seva sang que seria vessada.［1co 5:7］ estats, "Aconsegueixi lliurar del llevat vell sense el qual pot ser un grup nou llevat tan realment és. Perquè Crist, el nostre xai Passover, s'ha sacrificat"; això es refereix al requisit Passover per no tenir cap llevat a la casa i a l'al·legoria de Jesús com el Xai pasqual.